# Осикувате (Кам'янський район)
Осикува́те — село в Україні, у П'ятихатській міській громаді Кам'янського району Дніпропетровської області.
Населення — 527 мешканців.

## Населення

### Мова
Розподіл населення за рідною мовою за даними перепису 2001 року:
| Мова            | Кількість | Відсоток |
| --------------- | --------- | -------- |
| українська      | 620       | 91.99%   |
| російська       | 52        | 7.71%    |
| білоруська      | 1         | 0.15%    |
| інші/не вказали | 1         | 0.15%    |
| Усього          | 674       | 100%     |

## Географія
Село Осикувате знаходиться на відстані 1 км від села Грушуватка і за 2 км від міста П'ятихатки. По селу протікає пересихаюча річка Осиковута з загатою. Через село проходить автомобільна дорога М04 (E50).

## Інтернет-посилання
- Погода в селі Осикувате